# Maria Stocker
Maria Stocker (* 7. Februar 1885 in Bruneck; † 20. Juni 1969 in Innsbruck) war eine Innsbruckerin, die 1945 mithalf, zwei polnischen jüdischen Frauen das Leben zu retten. Für ihren Einsatz, den sie unter eigener Lebensgefahr leistete, wurde sie in die Liste Gerechter unter den Völkern aufgenommen.

## Vorgang
Am 18. Januar 1945 traf im Innsbrucker Gefängnis der Befehl ein, alle Insassen des Gefängnisses – darunter die beiden jüdischen jungen Frauen Leokadia Justman (geb. 6. Mai 1924 in Łódź) und Miriam Fuks (geb. 2. Juni 1923 in Łódź) – ins KZ Bergen-Belsen zu transportieren. 
Auf die Bitte des Gefängnisbediensteten Rudolf Moser hin nahm Maria Stocker die beiden Jüdinnen in ihrer Wohnung auf und versteckte sie dort.
Sie war sich der Gefahr bewusst, zwei jüdische Flüchtlinge aus dem Gefängnis in ihrer Wohnung zu verbergen, willigte aber dennoch sofort ein. Als die beiden jungen Frauen aus dem Gefängnis geflüchtet waren und in Mosers Wohnung in der Innsbrucker Vorstadt Sacken eintrafen, umarmte sie sie mit den Worten: „Gott sei Dank, ihr seid hier meine lieben Kinder“. Nach einigen Wochen mussten die Jüdinnen in ein anderes Versteck wechseln, weil sich herausstellte, dass die Gestapo ihre Spuren verfolgte. Leokadia Justman und Miriam Fuks überlebten bis Kriegsende. Beide heirateten und emigrierten später in die Vereinigten Staaten. Miriam Fuks-Wartski starb im August 1979 in New Jersey. Leokadia Justman-Wisnicki änderte in den USA ihren Vornamen zu Lorraine und starb 2002 im Alter von 77 Jahren in Florida.
Maria Stocker starb 1969 im Alter von 84 Jahren in Innsbruck. Die Jerusalemer Holocaust-Gedenkstätte Yad Vashem ehrte sie und weitere Mitglieder ihrer Innsbrucker Helfergruppe 1980 postum mit dem Ehrentitel Gerechter unter den Völkern.